# Avro Anson V
Avro Anson V fue un transporte militar que, pasada la guerra, probó ajustarse para el uso de operadores comerciales. CPAL usó 9 Anson V para servicios de fotografía y transporte.

## Historia
En mayo de 1963, G.E. Woods-Humphery, director mánager de Imperial Airways, aproximó a Avro para requerir un avión rápido, de largo alcance, bimotor similar a ese que estaba siendo desarrollado en los Estados Unidos por Lockheed, Douglas y Boeing. A Avro le gustó el concepto que se le pidió y para agosto del mismo año había diseñado el modelo 652, un fuselaje cubierto de tela, un avión de madera para acomodar un tripulante y dos o cuatro pasajeros. Imperial Airways ordenó dos aviones pero, más o menos al mismo tiempo, el British AirMinistry invitó a Avro para entregarle un diseño de un avión de doble motor, un avión de patrulla costera. Avro meramente adoptó el 652 para cumplir los requerimientos del AirMinistry enviando su propuesta el 19 de mayo de 1934. Este resultó en una orden para un prototipo para ser entregado en marzo de 1935. De manera muy interesante, el AirMinistry también ordenó el prototipo militarizado del D.H.89 al mismo tiempo.
El primer Anson para Imperial Airways efectuó su vuelo inicial el 7 de enero de 1935, y ambos aviones fueron entregados a la aerolínea el 11 de marzo de 1935. El 24 de marzo el militar 652 hizo su vuelo inaugural y este eventualmente probó ser superior al D.H.89M en las pruebas efectuadas en mayo de 1935 sin embargo, modificaciones menores incluyeron un incremento en la envergadura de la cola del avión que tuvo que ser efectuado. El AirMinistry entonces expidió unas especificaciones por escrito acerca del 652 y el 25 de mayo de 1935 ordenó 174 aviones de este tipo. El prototipo de producción voló por primera vez el 31 de diciembre de 1935 y subsecuentemente este tipo recibió de la RAF (Real Fuerza Aérea por sus siglas en inglés) el nombre Anson MK.I aceptado en el servicio del escuadrón el 6 de marzo de 1936, el Anson se convirtió en el primer monoplano operado por la RAF, y el primero del tipo con tren de aterrizaje retractable.
Los Anson fueron puestos al frente en la línea de servicio con la RAF con el Coastal Command y continuó en ese rol hasta ser desplazado por el Lockheed Hudson en los primeros años de la Segunda Guerra Mundial. El grueso de los 11,020 Anson construidos sirvieron como entrenadores y en las labores de comunicación.
Los Anson V fueron un derivado de construcción canadiense del Anson original. Este tenía un fuselaje moldeado por una cubierta de madera y fue potenciado por dos Pratt & Whitney Wasp Jrs. El prototipo fue construido por Federal Aircraft de Montreal e hizo su primer vuelo el 4 de enero de 1943. Originalmente había sido planeado construir 2,300 Anson para ser usados cómo entrenadores para bombardeo/navegación, pero cuando la producción cesó al final en 1945, solamente 1,049 Canadian Anson habían sido completados. Con su fuselaje de madera, el Anson V era confortable para operarlo incluso en climas fríos, y este tipo se convirtió en un entrenador muy popular, siendo usado extensivamente para entrenar bombarderos navegadores. Después de la guerra un gran número fueron puestos disponibles para operadores privados que los usaron como aviones de carga y para trabajos fotográficos. CPAL adquirió un total de 9 Anson V después de que terminó la guerra, éstos fueron usados para fotografía,  y en el Museo Nacional de Aviación en Ottawa.